# Mandas
Mandas là một đô thị ở tỉnh Sud Sardegna, vùng Sardegna của Ý, có vị trí cách khoảng 50 km về phía bắc của Cagliari. Đến thời điểm ngày 31 tháng 12 năm 2004, đô thị này có dân số 2.401 và diện tích là 45 km².
Mandas giáp các đô thị: Escolca, Gergei, Gesico, Nurri, Serri, Siurgus Donigala, Suelli.